# コレクションキング
コレクションキングDXは、インターネットポータルサイトのハンゲームが提供する対戦型トレーディングカードゲームである。通称「コレキン」。
ハンゲームオリジナルシリーズとして「エターナルドリーマー」、「-斬- クロスブレード」、「ハンゲームバトラー」、「ロストファンタジー」、「サクジョ! -私立桜ヶ浦学園-」、「FAIRY TAIL」、「タクティクス」の7シリーズ、フラッシュカードダスとして「SDガンダム外伝」の「ジークジオン編」と「円卓の騎士編」の2シリーズ、合計8シリーズがある。

## 共通対戦ルール（タクティクス除く）
プレイヤーは、自分の持つキャラクターカードの中からリーダーカード1枚とバトルカード10枚をセットし対戦をはじめる。敵キャラにも同様のデッキが用意されている。このリーダーカードの生命力が、自分の生命力となる。このとき、バトルカードにサポートカードをセットすることもできる。また、バトルカードに設定した場合に、能力に変動を及ぼすカードも存在する。
基本はじゃんけんに類似した独自の「ジャッジメント方式」で、先攻・同時・後攻を決め、互いにダメージを与え合う。「あいこ」のときは、再勝負ではなく同時攻撃という形で進む。先攻は強攻撃、後攻は弱攻撃と与えるダメージが異なる。サポートカードを付加したバトルカードでジャッジメントに勝利するとより大きなダメージや特殊効果を与えることができる。このとき、キャラクターカードに設定されている「属性値」によって追加効果の大きさが変化する。
敵の生命力が0になると勝利となり対戦した敵カードを得られる。逆に自分の生命力が0になるとゲームオーバーになるが、有料のコンティニューコインを使うことで体力をある程度回復してプレイを続行できる（SDガンダム外伝除く）。

### ストーリーバトル
ストーリー対戦とランダム対戦があり、両方に登場する敵カードもある。ストーリー対戦は1エピソードにつき7回戦で、勝ち進むごとに徐々に強い敵になる。7枚目のボスは奇数周と偶数周で相手が異なる。一方、ランダム対戦では、ストーリー対戦より強い相手が登場することもあるが、出てきた敵をキャンセルして別の敵を選ぶこともできる。

### ミッションバトル
通常のストーリーバトルは別に、期間限定のミッションバトルも用意されている。使用できるキャラクターカードの制約やターン制限があるミッションもある。
勝利した場合にはサポートカードや特製のイベントカードが手に入る。一部のイベントカード・サポートカードはポイントショップで購入可能。最近ではイベントカードの配布はマルチプレイで行われることが多い。

## カード
初めてプレイするプレイヤーには、プレイ前に11枚の無料スターターカードが与えられる。対戦は無料なので、これを元に無課金でゲームを進めることもできる。サポートカードもシリーズ毎に1日1枚無料でもらえるが、キャラクターカード、サポートカードともに課金カードを使うことで、より優位に対戦を進めることもできる。

### キャラクターカード
レア度がキラ・レア・ノーマルの3種類からなる。それぞれキラカード、レアカード、ノーマルカードと称される。進化の有無、第1段階、第2段階によって右下の赤丸（作品によっては違う表示方法もある）の数が変化し、赤丸が多いほどレア度はより高い。
手に入れたキャラクターカードは、サポートカードにより「育成」して属性を強化できる。属性値が一定値に到達するとそのカードは「進化」し（進化しないカードもある）、さらに強いカード（エボカード）になる（その場合、属性値は下がることもある）。エボカードも引き継き育成可能。
進化は2段階まであり、進化前の属性値を変えることで第1段階と第2段階の2種類に進化させる方法と、第1段階の属性値を上げて第2段階に進化させる方法がある。前者は、「エターナルドリーマー」と「-斬- クロスブレード」の進化方法で、後者は「ハンゲームバトラー」と「ロストファンタジー」の進化方法である（「2段階」という名称は、しばしば後者の進化パターンと誤解されるが、ハンゲームバトラーとロストファンタジー以外で第1段階に進化したカードが第2段階に進化することはない）。また、特定のカードに使える育成専用の「原石カード」・「勾玉カード」・「精霊石カード」などが存在する。
対戦の過程で手に入れた不要なカードはトラッシュすることによりポイントに変換できる（スターターカード及びほとんどのイベントカードはトラッシュ不可）。
ガチャカード
「ショップ」にある「トレーディングカード」で購入できるガチャカード。期間限定のミニガチャが販売されることもある。その名の通り、ランダムに登場しキラカードは特に出現率が低い。最初にもらえるスターターカードは、ガチャカードに含まれるが、もらえるカードは共通。カードの周囲にキラカードは金、レアカードは銀、ノーマルカードは黒の縁取りが施されている（サクジョのみ例外で、キラカードはピンク、レアカードは金、ノーマルカードは白の縁取りとなる）。また、キラとレアには、ノーマルにはない同一のデザインが施されている。
VSカード（バーサスカード）
ストーリー対戦とランダム対戦に勝利することで手に入る無料のカード。基本的にガチャカードと同じ仕様だが、エターナルドリーマーとロストファンタジーではキラカードのみ黒の縁取りとデザイン施されており、クロスブレードは黒に赤のラインが施されている。また、サクジョには紫の縁取りが施されている。ボスのカードのみキラである（一部例外有り）。
エボカード
ガチャカードとVSカードを進化させたカード。「エボ」はevolutionの略。通称「エボカ」。第1段階まで進化するカードと第2段階まで進化するカードがある。エターナルドリーマーでは、原石カードでのみ進化するカードも含まれ、クロスブレードでは勾玉で進化するカードも含まれている。また、スターターカードと一部のVSカードは進化しない。
イベントカード
ミッションバトルに勝利することにより手に入るほか、「ハンゲームプレミアム」（有料サービス）でエターナルドリーマーのカードが2枚手に入る。原石、勾玉により進化したカードも含まれる。エターナルドリーマーとロストファンタジーは青の縁取りであり、クロスブレードでは緑の縁取りとなり、サクジョでは青緑色の縁取りとなる。原石で進化したキラカードは、キラと同じ縁同じデザインのままレア度は「ノーマル」になり、レアカードは色が変わらないがレア度は「キラ」になる。

### サポートカード
通称、「サポカ」。「ショップ」にある「トレーディングカード」で入手できるガチャカード。1日1枚限定の無料カードガチャと有料カードガチャがあり、無料カードガチャではLv1のみ入手できる（ただし、ロストファンタジー・サクジョ・FAIRY TAILはLv2・3のカードも手に入る）。有料カードガチャではLv2以上のカードや無料では手に入らない上級サポートカードなども手に入る。
マルチプレイの戦利品として手に入るサポートカードはほとんどが育成に使えない「バトル専用」カードである（バトル専用の刻印がされている）。
サポートカードは主に、火属性、水属性、風属性、土属性、機械属性で構成されている。なお、別の呼称が使われている作品もある。対応は下表のとおり（マルチプレイでは一番上の項目に統一され、属性強化などの効果も同じ色の属性が強化される）。
|                                                                       | 色分け | 色分け | 色分け | 色分け | 色分け |
| シリーズ名                                                            | 赤     | 青     | 緑     | 茶     | 黄     |
| --------------------------------------------------------------------- | ------ | ------ | ------ | ------ | ------ |
| エターナルドリーマー ハンゲームバトラー ロストファンタジー FAIRY TAIL | 火     | 水     | 風     | 土     | 機     |
| クロスブレード                                                        | 体     | 心     | 技     | 術     | 機     |
| サクジョ!                                                             | 愛情   | 学力   | 体力   | マナー | センス |
| SDガンダム外伝                                                        | 火     | 水     | 風     | 土     | 光     |

サポートカードは基本的に相手に与えるダメージを追加するものが多いが、エターナルドリーマーとクロスブレードにはカードを盗むサポートカードが存在し、このサポートカードで盗まないと入手できないキャラクターカードも存在する。エターナルドリーマーにはその他にも体力回復や引き分けでも先制攻撃できるカード、攻撃力を上げるカードなどもある。また、進化に必要なアイテムもサポートカードに分類される。
サポートカードをバトルに使う場合には、サポートカードの属性に対応するコスト（サポートカードの下部に書かれた数字）がバトルカードの属性値以下でないと装備することができない。

## シリーズ

### エターナルドリーマー
略称、「エタドリ」。エピソード6にて本編完結。他に外伝エピソード2までが公開中。
太陽→月→星→太陽の順で勝ち負けが決まる。キャラクターカード、サポートカード共に、他のシリーズより充実している。
ハンゲーム内の「パチンコ」には、同シリーズをモチーフとした台「エターナルドリーマー 〜夢の途中〜」があり、また、携帯サイト「ハンゲ.jp」ではパズルゲーム「エターナルドリーマー 〜記憶のパズル〜」がある。
シンクロストライク
エターナルドリーマー・ロストファンタジー・ハンゲームバトラーに使用されているカード効果。特定のリーダーカードとバトルカードの組み合わせでジャッジに勝利するとシンクロストライクと呼ばれる特殊攻撃を行う可能性がある。通常攻撃より大きなダメージを与える。リーダーカードとバトルカード共にシンクロに対応する属性が高いほど大きなダメージを与える。 例としてリーダーカードがジェノでバトルカードがミラナの時にシンクロストライクを発動すると、ジェノとミラナの水属性が高ければ高いほどシンクロストライクのダメージは大きくなる。
リーダーの属性値を上げる為に限界迄育成に加え属性値が増えるカードを三枚前後デッキに入れ更に威力の強化を図るのが一般的。
シンクロ率はリーダー、バトルデッキ共に進化をしておかなければ発動率が落ちてしまう。

#### 登場人物
ルークス
EP1、EP3、EP4、EP5、EP6に登場。
主人公。騎士大国フィンに住む少年。日に日に増える魔物から人々を救うという目的で旅に出る。父は10英雄の1人のアーガス。
アーヤ
EP1、EP3、EP4、EP5、EP6に登場。
ルークスの幼馴染。
グレン
EP1に登場。ミッション「グレン外伝1~2」では主人公を務める。
シャルク
EP1、EP6に登場。ミッション「シャルク外伝1~2」では主人公を務める。
ジェノ
EP2、EP4、EP5に登場。EP6の冒頭にも一瞬だけ登場。
ミラナ

### -斬- クロスブレード
略称、「クロブレ」。舞台は、文久3年。戦国時代から幕末までの実在人物や妖怪が多く登場する。第三幕にて「大江戸幕府編」完結。
天→地→人→天の順で勝ち負けが決まる。
連撃
連続して先攻・同時をとること。特殊効果「連撃可能」を持つキャラクターカードをリーダーカードにすると、特に先攻をとると与えるダメージが通常より大きくなる効果がある（エターナルドリーマーにも連撃可能なカードはある）。キャラクターカードによっては、バトルカードとして使用した時に決まった連撃数となる時に勝つとより大ダメージを与えるものもある。シングルプレイでは15連撃以降は先攻の場合のみ999ダメージに固定される。

#### 登場人物
アズサ
主人公。亡き父の後を継いで剣術師範として町の子供達に剣道を教えている少女。
カイ

### ハンゲームバトラー
略称、「ハンバト」。ハンゲームのアバターがカードになって登場する。
じゃんけんそのままで、グー→チョキ→パー→グーの順で勝ち負けが決まる。
現在、エピソード1のみ公開中。正式リリース時から存在するが、上記2種類と異なり新たなエピソードは追加されていない。

### ロストファンタジー
略称は「ロスト」（ハンゲームイベントで使用された略称）、「ロスファン」（公式サークルでの略称）等。カードの説明にイラストの作者が記載されるようになった（後発のサクジョ!も同様）。エピソード8にて本編完結。ランダム対戦は未実装。
エターナルドリーマー同様、太陽→月→星→太陽の順で勝ち負けが決まる。
シンクロストライク
エターナルドリーマーのシンクロストライクの項を参照。
マイシンクロ
2010年1月27日に実装された機能。特定カードにシンクロストライクの関係を設定できる。関係設定はカード育成画面で行われる。サポートカードをセットする場所にバトルカードとして設定したいカードを置き、特定枚数消費することで関係が結ばれる。
属性攻撃
サポートカードを使用して育成した際に属性値のほかにカードに属性を付加させることができる。この属性のついたカードをバトルカードに使用した場合、相手の属性に対して有利な属性だった場合に追加ダメージ（属性の相性によって+40%と+20%の2種類）が与えられる（ジャッジメントに負けても発生する。但し相手にも付加されている事も多々あり、不利な属性だと逆に追加ダメージを食らう）。ロストファンタジーのサービス開始後、他のシリーズでも属性付加が可能になった（ただし、相手が属性付加をしていないので付加する意味はない）。サクジョ!でも相手が属性付加したバトルカードを使用することがある。

#### 登場人物
ジャン
主人公
アリシア

アンリ

### サクジョ! -私立桜ヶ浦学園-
略称、「サクジョ!」。カードは女性キャラクターだけで、他の作品と比べて萌えが強調されている。対戦の途中で相手のカードが変化する（へんしんバトル）。8限目にて本編完結。ランダム対戦は未実装。
ペン→ノート→消しゴム→ペンの順で勝ち負けが決まる。
属性攻撃
ロストファンタジーの項目参照。
アビリティ
シンクロストライクに似たシステムで、へんしんバトル開始後、アビリティ発動可能カードをセットし、ジャッジメントに勝利した場合に大ダメージを与えることがある（リーダーカードはアビリティ発動可能カードでなくてもよい）。どの属性攻撃が発生するかはバトルカードの種類に依存する。マルチプレイでは相手カードの進化後から発動する可能性がある。

#### 登場人物
涼風 美春（すずかぜ みはる）
桜ヶ浦学園1年A組。主人公。
アビリティ- 絶対領域
光以外のものを遮断できる能力。
桜ヶ浦学園
1限目の舞台。
神名 柚木（かみな ゆき）
1年A組。美春の幼馴染。
アビリティ - マルチタスク
計算能力を高めて近未来予測を行う。
羽川 未来（はねかわ みき）
1年A組。
アビリティ - エンジェルフォール
天使のような姿に変身できる能力。
紫苑寺 弥生（しおんじ やよい）
1年A組。
アビリティ - プラントコントロール
植物の生育を早めることができる能力。

楓葉学園
2限目の舞台。
桃谷 翠（ももたに みどり）
3年2組。生徒会副会長。
アビリティ - グラヴィティコントロール
重力を変化させる能力。
宮小路 真希（みやのこうじ まき）
生徒会会長。
アビリティ - ミューティレーション
他者のアビリティを切り裂く能力。

月見沢学園
3限目の舞台。
天之咲学園
4限目の舞台。

### FAIRY TAIL
真島ヒロ原作の漫画・アニメ作品をカード化したシリーズ。ストーリー（アニメ版に準拠）、登場人物等に関してはFAIRY TAIL、FAIRY TAILの登場人物を参照。現在、エピソード4で公開中（ランダム対戦は未実装）。
エターナルドリーマー同様、太陽→月→星→太陽の順で勝ち負けが決まる。

### SDガンダム外伝
カードダス作品の『SDガンダム外伝 ジークジオン編』、『SDガンダム外伝 円卓の騎士編』のカードゲーム化作品。その他のシリーズとは別ページで起動する、マルチプレイにカードが使えないなど、別サービスとして扱われていた。2011年12月13日サービス終了。
技→力→魔→技の順で勝ち負けが決まる。
SDルーレット
各バトルカードに設定されているルーレットポイントがターン毎に蓄積されていき、10の倍数に達するごとに使用可能となるルーレット。効果にはHP回復、味方リーダーカードの攻撃力・防御力・属性値の上昇、敵リーダーカードの攻撃力・防御力・属性値の減少、特定数値ダメージ、はずれがある。使用するとポイントは0に戻る。リーダーカードに設定されているルーレットレベルが2以上だと10ポイント溜まるごとにレベルが上がっていき、ルーレットの内容もグレードアップするものが多い。円卓の騎士編では、敵のルーレットポイントを減らすキャラクターカードも存在する。
2009年8月12日のアップデートで機能が停止したため、ゲームバランスが大幅に変化した。

### タクティクス
エターナルドリーマー同様、太陽→月→星→太陽の順で勝ち負けが決まる。
キャラクターカードの代わりに「コマンドカード」、サポートカードの代わりに「スキルカード」を用いて勝ち抜き方式でバトルを行う。敵を倒した場合、戦利品を入手し（もらえない場合もある）、次の戦いに進むどうか選択する。やめた場合はアイテムを獲得するが、次の戦いで負けた場合は今まで獲得したアイテムは破棄される。また、次の戦いに進んだ場合でも、体力が全回復していない場合もある。
コマンドカードにはレベルと使用できるスキルカードが設定されており、使用できない組み合わせも存在する。

### エピソード一覧
| シリーズ名                    | エピソード1                    | エピソード2                | エピソード3            | エピソード4                      | エピソード5         | エピソード6         | エピソード7            | エピソード8          |
| ----------------------------- | ------------------------------ | -------------------------- | ---------------------- | -------------------------------- | ------------------- | ------------------- | ---------------------- | -------------------- |
| エターナルドリーマー          | 黒の司祭                       | 竜の脅威                   | 魔導の序曲             | 運命の少女                       | 魔王の鼓動          | 天空の息吹          | （外伝1） 機械国の過去 | （外伝2） 孤高の剣士 |
| -斬- クロスブレード           | 舞い散る剣                     | 動乱に戸惑う京             | 信頼の絆               |                                  |                     |                     |                        |                      |
| ロストファンタジー            | 時の歯車                       | 機械と魔導                 | 綻びの国               | 錯綜する運命                     | 神々の系譜          | 歪んだ正義          | 聖なる遺産             | 託された未来         |
| サクジョ! -私立桜ヶ浦学園-    | 初めてのサクジョ!              | サクジョのライバル!?       | ツキジョでサクジョ!    | あまかけるサクジョ!              | サクジョと大体育会! | サクジョの強化合宿! | サクジョとアビロン!    | サクジョと卒業式!    |
| ハンゲームバトラー            | （タイトルなし）               |                            |                        |                                  |                     |                     |                        |                      |
| FAIRY TAIL                    | 妖精の尻尾（フェアリーテイル） | 鉄の森（アイゼンヴァルト） | 呪われた島             | 幽鬼の支配者（ファントムロード） |                     |                     |                        |                      |
| SDガンダム外伝 ジークジオン編 | ラクロアの勇者                 | 伝説の巨人                 | アルガス騎士団         | 光の騎士                         |                     |                     |                        |                      |
| SDガンダム外伝 円卓の騎士編   | ヴァトラスの剣                 | 流星の騎士団               |                        |                                  |                     |                     |                        |                      |
| タクティクス                  | 試練の洞窟                     | ヴェリチュカ坑道           | アグテレク城・地下迷宮 | 魂の産道                         |                     |                     |                        |                      |

クロスブレードのエピソード表記は「第○幕」、サクジョ!は「○限目」、タクティクスは「ダンジョン○」、SDガンダム外伝では番号は振られていない。

## カード交換
「カード交換所」でガチャカード、VSカードを他の人と交換、贈与できる機能。サポートカード、ほとんどのイベントカードは交換出来ない。カードの送信には1枚に付き10円かかる。
その一方で、ハンゲーム内のブログ・ミニメール等を利用して、ハンコイン商品券やアバターとの交換を希望する違反行為も横行している。この行為に、ハンゲーム側はIDの停止等の措置を行っているが、無料で取得できるサブIDを取得して行われるなど、いたちごっこになっているのが現状である。　

## マルチプレイ
1人～4人でチームを組んでクエストを選び、特定の敵と対戦するモード。敵の能力は各シリーズの敵と比較して強い場合が多い。マルチプレイに参加するプレイヤーは各シリーズのカードを組み合わせて（SDガンダム外伝・タクティクスは使用不可）、マルチプレイ専用のデッキを作る。ロビーによっては特定シリーズのみでしかデッキが組めない場合もある。
陸竜→海竜→空竜→陸竜の順で勝ち負けが決まる。バトルカード選択及びジャッジメントに時間制限がある。複数人でプレイしている場合はジャッジメントに勝った人数が負けた人数より多い場合に全員が先制攻撃でき、負けた人数が勝った人数より多い場合は相手の先制攻撃となり、勝ち負け同数なら同時攻撃となる（引き分けの人数は無視される）。サポートカード・シンクロストライク・アビリティの判定などもこのジャッジメント全体の判定による。
敵によっては1人に2回以上攻撃を行ったり、プレイヤー全員ではなく1～3人のみの攻撃になる場合もある。プレイヤー側のリーダーカードのステータスや残り生命力などの状態によって攻撃対象を絞る敵もいる。
対戦相手は生命力が一定値を下回るか、特定ターン経過で進化する場合がある。このとき、相手のデッキ構成も変化する。
相手に勝利した場合、相手の登場シリーズのサポートカード（大抵はバトル専用だが、一部の敵からは育成にも使えるカードが手に入る場合もある）が手に入り、運が良ければ対戦相手のキャラクターカードやレアカードなどが手に入ることもある（クエストによっては勝利しても何も貰えない場合もある）。

## ポイントショップ
特定カードセットを購入したり、シングルプレイを進行すると手に入るポイントをポイントショップ用通貨「レキン」に変換し、カードを購入できる（ロストファンタジーとサクジョはポイント変換、商品ともに未実装）。ポイントショップで販売されているカードには過去のイベントで配布されたカードと、エターナルドリーマーの育成専用サポートカードがある。